# Greg Stokes
Gregory Lewis Stokes, detto Greg (New Haven, 5 agosto 1963), è un ex cestista e allenatore di pallacanestro statunitense, professionista nella NBA, in Spagna, in Italia e in Australia.
È il padre di Kiah Stokes.

## Carriera
È stato selezionato dai Philadelphia 76ers al secondo giro del Draft NBA 1985 (33ª scelta assoluta).
Con gli Stati Uniti ha disputato i Giochi panamenricani di Caracas 1983.